# Amt Glienicke/Rietz-Neuendorf
Das Amt Glienicke/Rietz-Neuendorf war ein 1992 gebildetes brandenburgisches Amt, in dem sich 13 Gemeinden in den damaligen Kreisen Beeskow und Fürstenwalde (heute Landkreis Oder-Spree, Brandenburg) zu einem Verwaltungsverbund zusammengeschlossen hatten. Sitz der Amtsverwaltung war in der Gemeinde Görzig. Das Amt Glienicke/Rietz-Neuendorf wurde 2003 wieder aufgelöst. Es hatte Ende 2002 in zuletzt nur noch drei amtsangehörigen Gemeinden 4523 Einwohner.

## Geographische Lage
Das Amt Glienicke/Rietz-Neuendorf grenzte im Norden an das Amt Odervorland, im Nordosten an das Amt Schlaubetal, im Südosten an die Stadt Beeskow, im Süden an das Amt Tauche/Trebatsch, im Südwesten an das Amt Storkow (Mark) und im Westen an das Amt Scharmützelsee.

## Geschichte
Im Zuge der Ämterbildung 1992 in Brandenburg schlossen sich 13 Gemeinden in den damaligen Kreisen Beeskow und Fürstenwalde zum Amt Glienicke/Rietz-Neuendorf zusammen. Der Minister des Innern des Landes Brandenburg erteilte am 9. September 1992 seine Zustimmung zur Bildung des Amtes Glienicke/Rietz-Neuendorf. Als Zeitpunkt des Zustandekommens des Amtes wurde der 15. September 1992 festgelegt. Die Zustimmung war zunächst befristet bis zum 15. September 1994. Das Amt hatte seinen Sitz in der Gemeinde Görzig. Die Gemeinden in der Reihenfolge im Amtsblatt:
1. Drahendorf
2. Görzig
3. Groß Rietz
4. Neubrück
5. Pfaffendorf
6. Sauen
7. Wilmersdorf
8. Ahrensdorf
9. Buckow
10. Glienicke
11. Herzberg
12. Birkholz
13. Alt Golm

Die Befristung der Zustimmung wurde ab dem 25. August 1994 aufgehoben. Zum 31. Dezember 2001 schlossen sich Ahrensdorf, Birkholz, Buckow, Drahendorf, Görzig, Groß Rietz, Herzberg, Neubrück (Spree), Pfaffendorf, Sauen und Wilmersdorf zur neuen Gemeinde Rietz-Neuendorf zusammen. Zum 26. Oktober 2003 wurden die Gemeinden Alt Golm und Glienicke per Gesetz in die Gemeinde Rietz-Neuendorf eingegliedert. Das Amt Glienicke/Rietz-Neuendorf wurde aufgelöst, die Gemeinde Rietz-Neuendorf wurde amtsfrei. Die Gemeinde Alt Golm erhob vor dem Verfassungsgericht des Landes Brandenburg kommunale Verfassungsbeschwerde, die jedoch zurückgewiesen wurde.